# Коркер, Боб
Боб Коркер (англ. Robert Phillips "Bob" Corker, Jr.; род. 24 августа 1952) — американский политик, сенатор США от штата Теннесси (2007—2019), член Республиканской партии.

## Биография
Боб Коркер родился в штате Южная Каролина. Когда ему было 11 лет, семья переехала в Теннесси.
Окончил Университет Теннесси в 1974 году, получив там степень бакалавра наук в области промышленного менеджмента.
Он был владельцем строительной компании в городе Чаттануга и стал мультимиллионером.
В 1994 году был кандидатом в Сенат США и проиграл Биллу Фристу. В 2001 году был избран мэром Чаттануги. После одного срока в мэрии решил баллотироваться в Сенат и победил на выборах в 2006 году. Был переизбран в 2012 году.
26 сентября 2017 года Коркер объявил, что не будет добиваться переизбрания в 2018 году.
В 2015—2019 годах председатель Комитета Сената США по внешним делам.